# Tomopterna luganga
Tomopterna luganga és una espècie de granota que viu a Tanzània i, possiblement també, a Kenya.